# Мапаи
Мапаи (на иврит: מפא"י) е лявоцентристка социалистическа политическа партия в Израел, съществувала от 1930 до 1968 година. Тя е доминиращата политическа сила в израелската политика от създаването на държавата Израел през 1948 година до 1968 година, когато се слива с няколко по-малки организации в Израелската партия на труда.